# Зміїна яма і маятник
«Зміїна яма і маятник» (нім. Die Schlangengrube und das Pendel) — німецькій фільм жахів 1967 року.

## Сюжет
Намагаючись досягти безсмертя, граф Регула вбиває 12 дів, але тринадцятій жертві вдається врятуватися. Графа четвертують за вироком судді Роджера Фон Маріенберга. Через 35 років, син судді намагається встановити свій родовід. Одного разу він отримує запрошення в замок графа, в якому йому обіцяють дати відповіді на всі його запитання. По дорозі в замок він зустрічає баронесу Ліліан Фон Брабант, яка отримала аналогічний лист. Вони разом вирушають до графа, з жахом дивлячись на трупи, що висять уздовж дороги. У замку їх радо зустрічає господар, якого воскресив його слуга. Незабаром з'ясовується що, баронеса — дочка тієї самої тринадцятої жертви графа, якій вдалося залишитися в живих багато років тому. Граф Регула хоче помститися нащадку судді, що засудив його до смерті, а баронесу використовувати як тринадцяту жертву, щоб отримати безсмертя.

## У ролях
| Актор           | Роль                                      |
| --------------- | ----------------------------------------- |
| Лекс Баркер     | Роджер Фон Маріенберг / Роджер Маріенберг |
| Карін Дор       | баронеса Ліліан Брабант                   |
| Крістофер Лі    | граф Фредерік Регула / графа Андомай      |
| Карл Ланге      | Анатоль                                   |
| Крістіана Рюкер | Бабетта                                   |
| Володимир Медар | священик Фабіан                           |
| Дітер Епплер    | кучер                                     |